# Crassophyllum cristatum
Crassophyllum cristatum är en korallart som beskrevs av Tixier-Durivault 1961. Crassophyllum cristatum ingår i släktet Crassophyllum och familjen Pennatulidae. Inga underarter finns listade i Catalogue of Life.